# Ostrów (Danzica)
Ostrów (in tedesco: Holm; in casciubo: Chółm) è un isolotto all'interno della città di Danzica, nel distretto di Młyniska, situato tra la Martwa Wisła a ovest e il canale Kaszubski a est.

## Storia
Il nome dell'isola in tedesco era Holm e in polacco Chełm. Nel 1378 Holm venne data dai Cavalieri Teutonici alla Città di Danzica come un pascolo per cavalli, con il divieto di erigere qualsiasi edificio. Nel XVI secolo i pascoli furono arati e all'inizio del diciassettesimo secolo, più della metà dell'isola era coperta di foresta. Dall'inizio del XVII secolo Holm venne rafforzata con fortificazioni per proteggere la via navigabile dal porto di Motława all'estuario della Vistola. Nel 1831, durante un'epidemia di colera, nell'isolotto venne fondato uno dei primi ospedali di Danzica e un cimitero per le sue vittime e a metà del XIX secolo era una proprietà terriera.
Nel 1898, la parte meridionale fu rilevata dal Cantiere Imperiale della Kaiserliche Marine, la Marina Imperiale tedesca.
Il 15 novembre 1902 Holm venne incorporata nella città di Danzica. Tra il 1901 e il 1904 venne realizzato come Porto Imperiale (tedesco: Kaiserhafen) il canale Kaszubski un canale lungo circa 2 km e largo circa 230 metri, inaugurato il 27 maggio 1904 dall'imperatore tedesco Guglielmo II, realizzato dopo aver allargato e approfondito la stretta diramazione non navigabile della Martwa Wisła, per il trasporto delle sezioni dello scafo dalle sale di prefabbricazione allo scalo.
Dal 1910 fino alla fine della prima guerra mondiale sull'isolotto operò il primo aeroporto di Danzica.
Ostrów era collegata alla terraferma con regolari traversate in traghetto, anche quando l'industria era già sviluppata e un pontile fu costruito solo all'inizio degli anni quaranta.
Al termine della seconda guerra mondiale con il passaggio della città di Danzica alla Polonia, il 28 marzo 1949 l'isola venne rinominata Ostrów, che in polacco significa isolotto.
Attualmente l'isola è disabitata, ed è un luogo di attività industriale. Nella sua area si trovano il cantiere navale Remontowa, il cantiere navale di Danzica e altre piccole imprese legate all'industria navale.
L'isolotto è collegato con la terraferma da due ponti sulla Martwa Wisła, Uno a sud e l'altro a ovest dell'isolotto.